# Schankwirtschaft Andresen

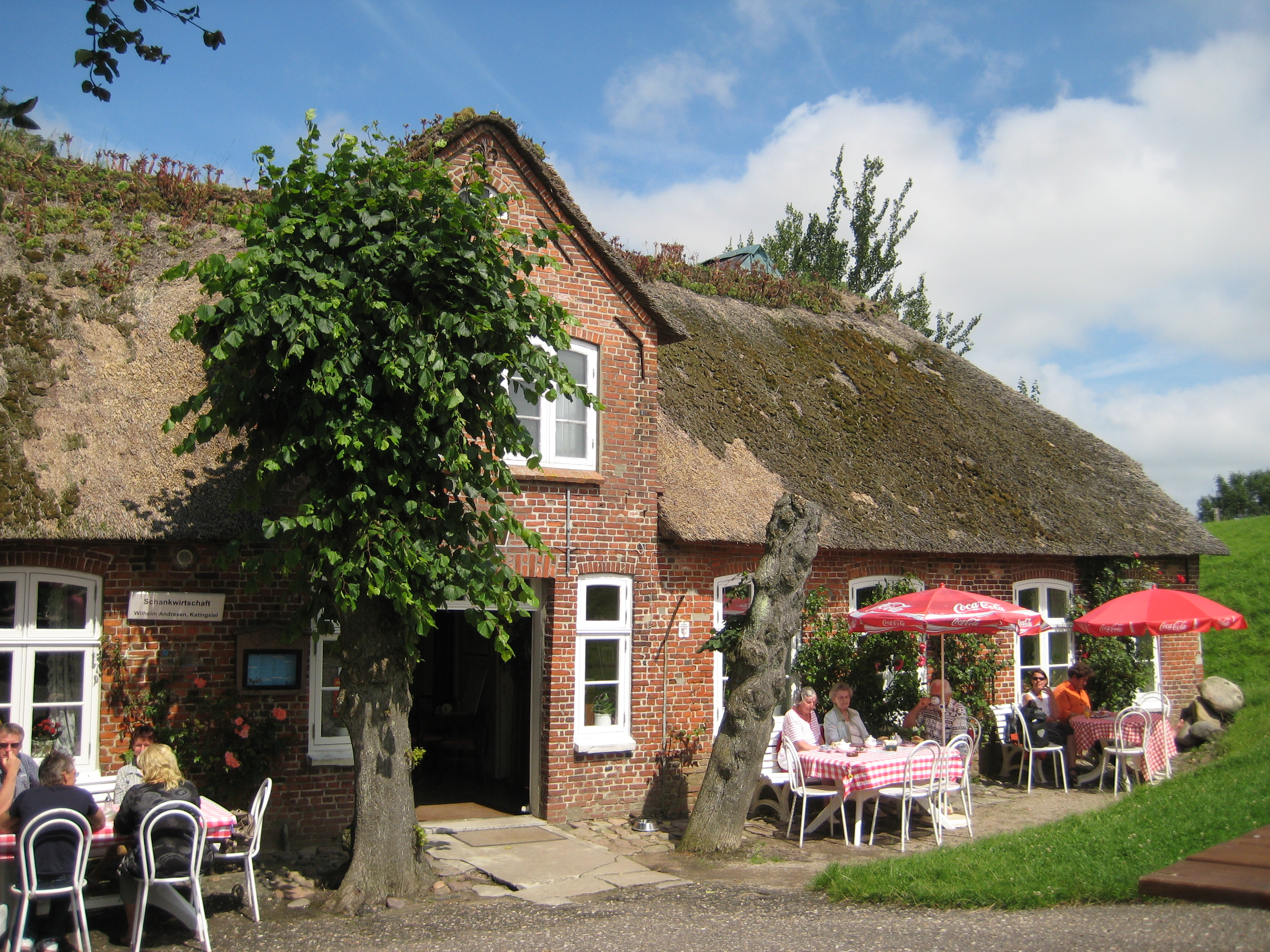
Schankwirtschaft Andresen

Die Schankwirtschaft Andresen ist eine denkmalgeschützte Schankwirtschaft in Katingsiel, das verwaltungsmäßig zur Stadt Tönning in Schleswig-Holstein gehört. Hier hatte sich ein Handelsplatz entwickelt, von dem noch die Schankwirtschaft Andresen, die alte Bäckerei und das gegenüberliegende ehemalige Zollhaus zeugen.
In dem friesischen Langhaus der Schankwirtschaft Andresen befindet sich eine Kachelstube mit originalen Delfter Fliesen. Eine der Besonderheiten dieser Stube ist, dass sie bis in Deckenhöhe einheitlich mit Fliesen nur eines Musters bedeckt ist, das umgangssprachlich als „Sonne, Mond und Sterne“ bezeichnet wird. Die in Makkum, Niederlande, unter dem Namen „Rozenster“ ab 1750 hergestellten Fliesen sind auch aufgrund ihrer lila-bräunlichen Färbung ungewöhnlich. Da jeweils vier Fliesen zusammengehören, spricht man bei diesem mangangebrannten Motiv von einem Vierpassornament.
Im Zusammenhang mit Sanierungsarbeiten in den 1990er Jahren wurde bei Untersuchungen der Decke in der Küche festgestellt, dass die Holzbalken einen so hohen Salzgehalt aufweisen, dass davon auszugehen ist, dass sie schon zur Zeit der großen Mandränke im Wasser gelegen hatten.
Inhaber war bis Ende 2013 der in der Region als „Opa Eiergrog“ bekannte Wilhelm Andresen (* 7. November 1931, † 29. August 2016). Das Markenzeichen der Schankwirtschaft ist der Eiergrog, für den schon Wilhelms Mutter, Cathrine Andresen, bekannt war, die ab den 1920er Jahren „Blonde Kathrein“ genannt wurde. Mehr als 60 Jahre hatte sie die alte Wirtschaft an der Süderbootfahrt geleitet und zu einer gewissen Berühmtheit geführt, die sich in ersten Fernsehberichten in den 1970er Jahren niederschlug.
Nach Angaben der SHZ steht das Gebäude zum Preis von 1,2 Millionen zum Verkauf. Die Gaststätte ist geschlossen.
Sowohl die Schankwirtschaft Andresen als auch Cathrine und Wilhelm Andresen wurden in zahlreichen Sachbüchern erwähnt oder erschienen als Nebendarsteller in Krimis oder Romanen wie denen von Wimmer Wilkenloh.

## Nutzung als Drehort
Mehrfach berichteten Fernsehteams über die alte Wirtschaft oder nutzten sie als Kulisse für Reportagen, so z. B. das ZDF im Rahmen der Reihe „Romanwelten“ zum Thema „Der Schimmelreiter“ von Theodor Storm.
Im Frühjahr 2008 verwandelte der Regisseur Christian Görlitz das alte Haus kurzfristig in eine Tankstelle für die Komödie Ein Job, in der Vanessa Redgrave eine Hauptrolle spielte.
Im Jahr 2009 wurde zudem in der Schankwirtschaft Andresen 2 für alle Fälle – Ein Song für den Mörder mit Jan Fedder und Axel Milberg in den Hauptrollen sowie Nina Petri und Oliver Wnuk unter der Regie von Lars Jessen gedreht.